# Sextet van Seyfert
Het sextet van Seyfert is een groep van sterrenstelsels op een afstand van 190 miljoen lichtjaar in het sterrenbeeld Slang. De groep lijkt zes sterrenstelsels te bevatten, maar één sterrenstelsel (NGC 6027D) is een achtergrondobject en een ander (NGC 6027E) is een gedeelte van een ander sterrenstelsel. De zwaartekrachtsvelden van de sterrenstelsels zullen elkaar nog miljoenen jaren beïnvloeden. Uiteindelijk zullen de sterrenstelsels door interacties één gigantisch elliptisch sterrenstelsel vormen.

## Leden van Sextet van Seyfert
| Naam      | Type    | Afstand vanaf de Zon (in miljoenen lichtjaar) | Magnitude |
| --------- | ------- | --------------------------------------------- | --------- |
| NGC 6027  | S0      | ~190                                          | +14,7     |
| NGC 6027A | Sa      | ~190                                          | +15,4     |
| NGC 6027B | S0      | ~190                                          | +15,4     |
| NGC 6027C | SB(S)c  | ~190                                          | +16       |
| NGC 6027D | SB(S)bc | ~877                                          | +15,6     |
| NGC 6027E | SB0     | ~190                                          | +16,5     |